# Hoz de Jaca
Hoz de Jaca è un comune spagnolo di 77 abitanti situato nella comunità autonoma dell'Aragona.

Fa parte della comarca dell'Alto Gállego.